# Pyrinia quadrataria
Pyrinia quadrataria es una especie de polilla de la familia Geometridae. La especie fue descrita por primera vez por Francis Walker habiendo sido descrita en 1862, con distribución en el estado de Amazonas, Brasil.